# Xavier Perrot
Xavier Roger Perrot (Zürich, 1 februari 1932 - aldaar, 8 december 2008) was een Zwitsers Formule 1-coureur. Hij reed de Grand Prix van Duitsland in 1969 voor het team Brabham, maar scoorde hierin geen punten.